# Tchécoslovaquie aux Jeux olympiques d'hiver de 1932
La Tchécoslovaquie participe aux Jeux olympiques d'hiver de 1932 organisés à Lake Placid, aux États-Unis. La délégation tchécoslovaque compte 6 hommes qui ne remportent pas de médaille.

## Résultats

### Combiné nordique
- Hommes
  - Antonín Bartoň - 397,10 points (6e)
  - František Šimůnek - 375,30 (8e)
  - Ján Cífka - 367,40 (11e)
  - Jaroslav Feistauer - 361,60 (13e)

### Patinage artistique
- Hommes
  - Walter Langer - 10e place

### Saut à ski
- Hommes
  - Antonín Bartoň - 186,1 points (21e)
  - František Šimůnek - 183,2 (23e)
  - Ján Cífka - 172,5 (24e)
  - Jaroslav Feistauer - 163,0 (26e)

### Ski de fond
- 18 kilomètres hommes
  - Vladimír Novák - 1:32:59 (14e)
  - Antonín Bartoň - 1:33:39 (16e)
  - Jaroslav Feistauer - 1:37:55 (20e)
  - Ján Cífka - 1:38:24 (22e)

- 50 kilomètres hommes
  - Antonín Bartoň - 4:52:24 (10e)
  - Vladimír Novák - 4:52:44 (11e)
  - Jaroslav Feistauer - 5:00:19 (14e)
  - Ján Cífka - 5:01:50 (15e)